# Estissac
Estissac est une commune française, située dans le département de l'Aube en région Grand Est.
Ses habitants sont appelés les Liébautins, en référence à l'ancien nom d'Estissac : Saint-Liébault.

## Géographie

### Localisation
Estissac est situé dans la partie ouest du département de l'Aube sur l'axe Sens-Troyes, à environ 20 kilomètres de cette dernière. Cette commune fait partie du pays d'Othe et est localisée non loin de la forêt d'Othe.
| Mesnil-Saint-Loup   |          | Dierrey-Saint-Julien |
| Neuville-sur-Vanne  | Estissac | Bucey-en-Othe        |
| Villemoiron-en-Othe |          | Chennegy             |

### Hameaux
La commune comprend les deux hameaux Thuisy et Vaugeley, ainsi qu'un écart nommé la Forge.

#### Thuisy
C'est à Thuisy que se trouvait l'ancienne ferme de Valours et le bois de Valours qui appartenaient au prieuré de Foissy. Il y avait aussi une forge qui remonterait aux Celtes.
En 1784, Thuisy ayant quatre-vingt feux, une église et une école, il devient une communauté d'habitants qui fut maintenue lors de l'arrêté du 29 janvier 1790. Mais lors des élections de mai 1790, les deux municipalités sont regroupés de fait.

#### Vaugeley
Vaugeley fut orthographié Vaugelé, Vaugelay, et était une grange déjà citée en 1328 autour de laquelle s'est agrégé un hameau. Il ne doit pas être confondu avec Vaugoulay, une grange de la commune de Dierrey-Saint-Pierre[réf. nécessaire].

### Hydrographie
La commune est dans la région hydrographique « la Seine de sa source au confluent de l'Oise (exclu) » au sein du bassin Seine-Normandie. Elle est drainée par la Vanne, l'Ancre, le Bétrot, un bras des Abîmes et l'Ancre. Le village est construit à la confluence de la Vanne venant de l'est, et des ruisseaux du Bétrot (venant du nord-ouest) et de l'Ancre (venant du sud).

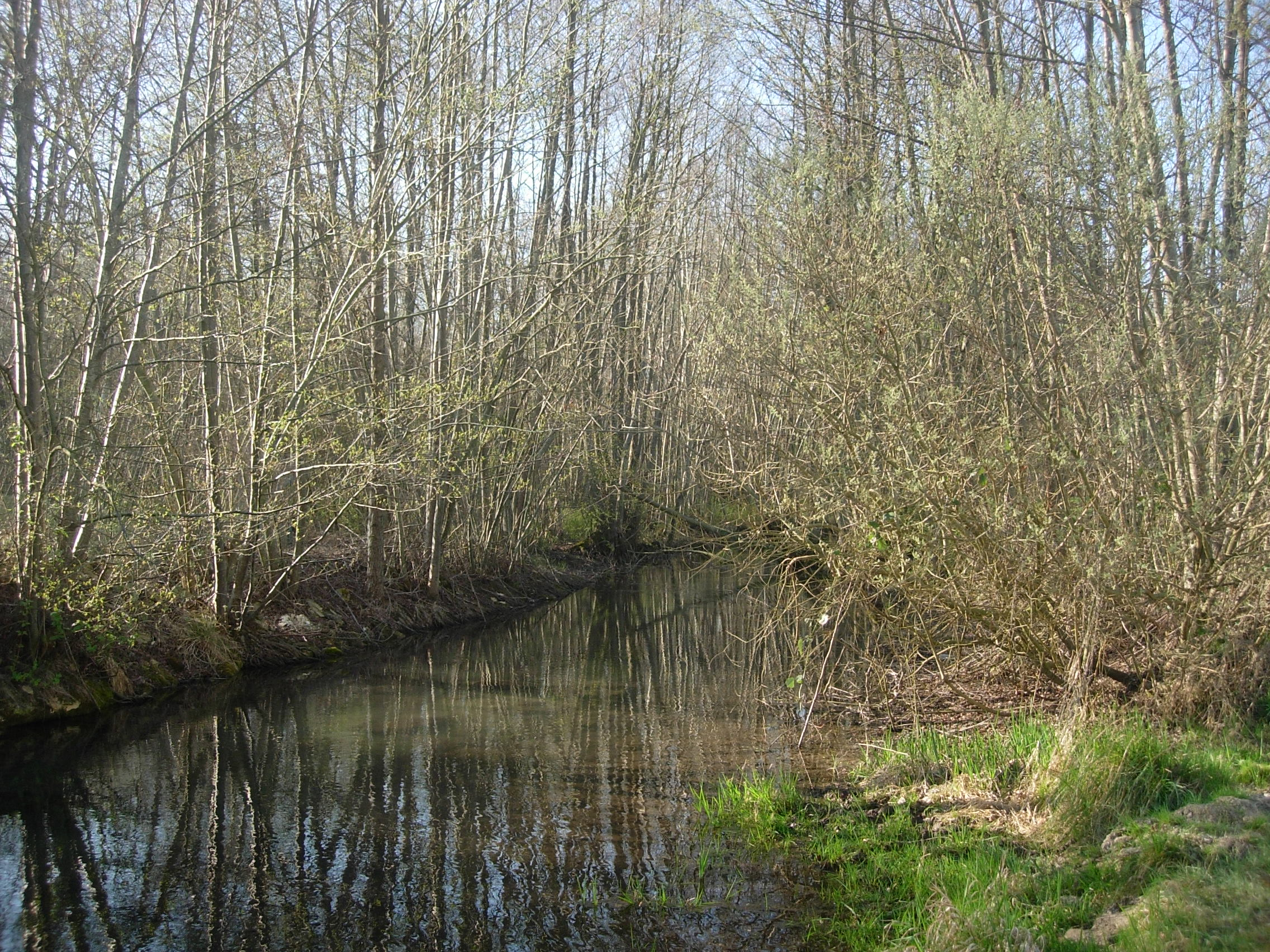
Le Bétrot à Estissac,
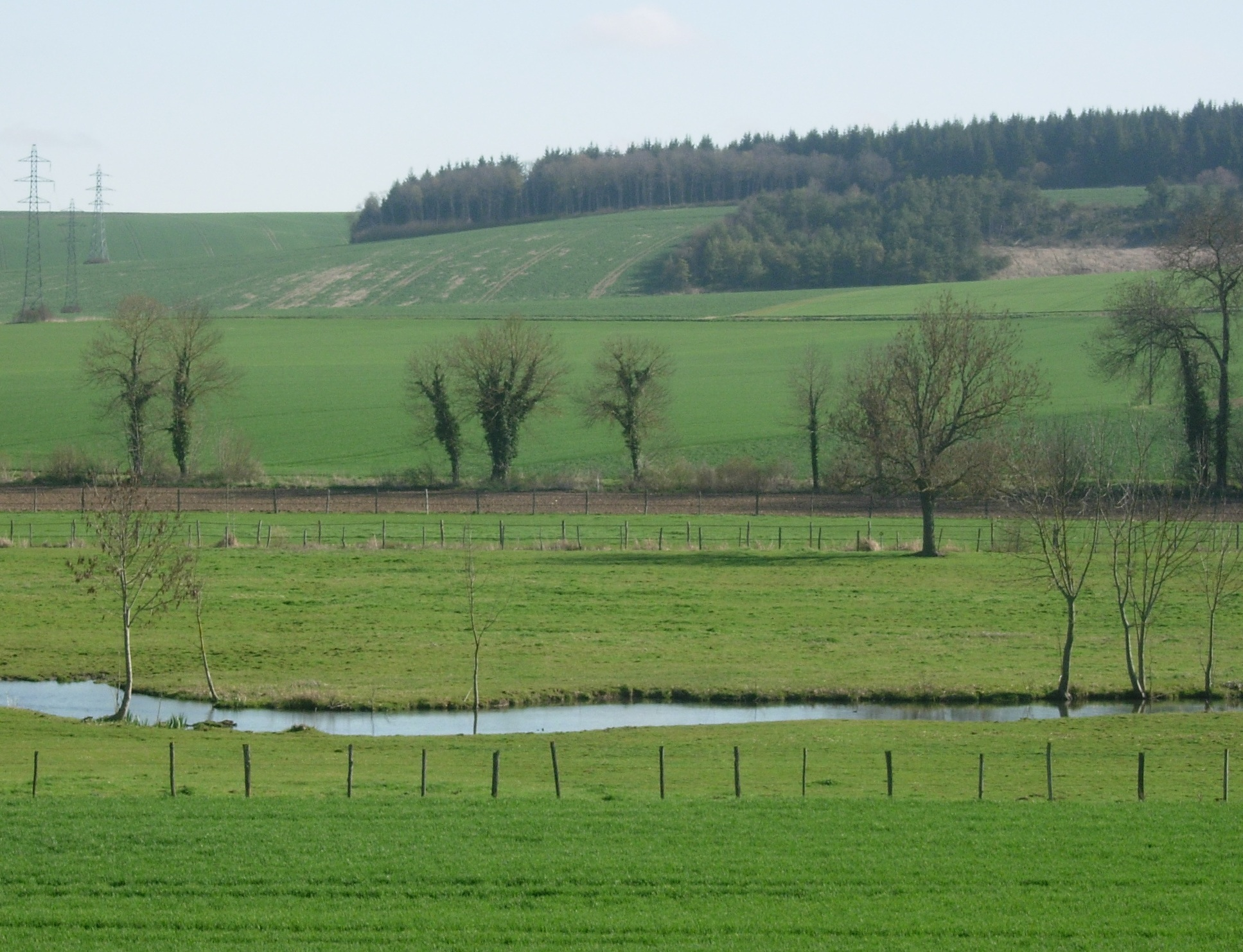
L'Ancre à Thuisy,
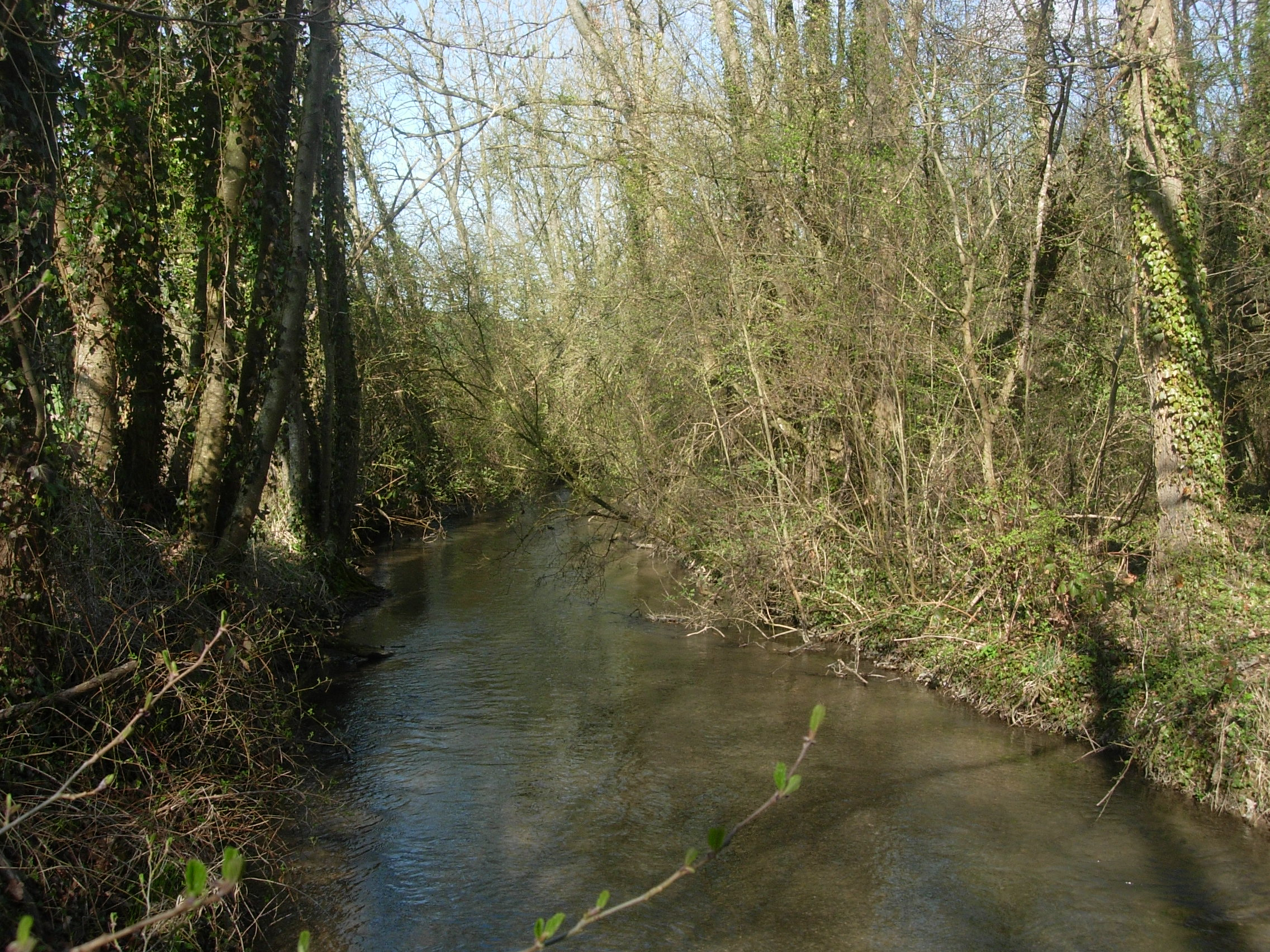
L'Ancre à Thuisy.

La Vanne, d'une longueur de 59 km, prend sa source dans la commune de Fontvannes et se jette  dans l'Yonne à Paron, après avoir traversé 22 communes.

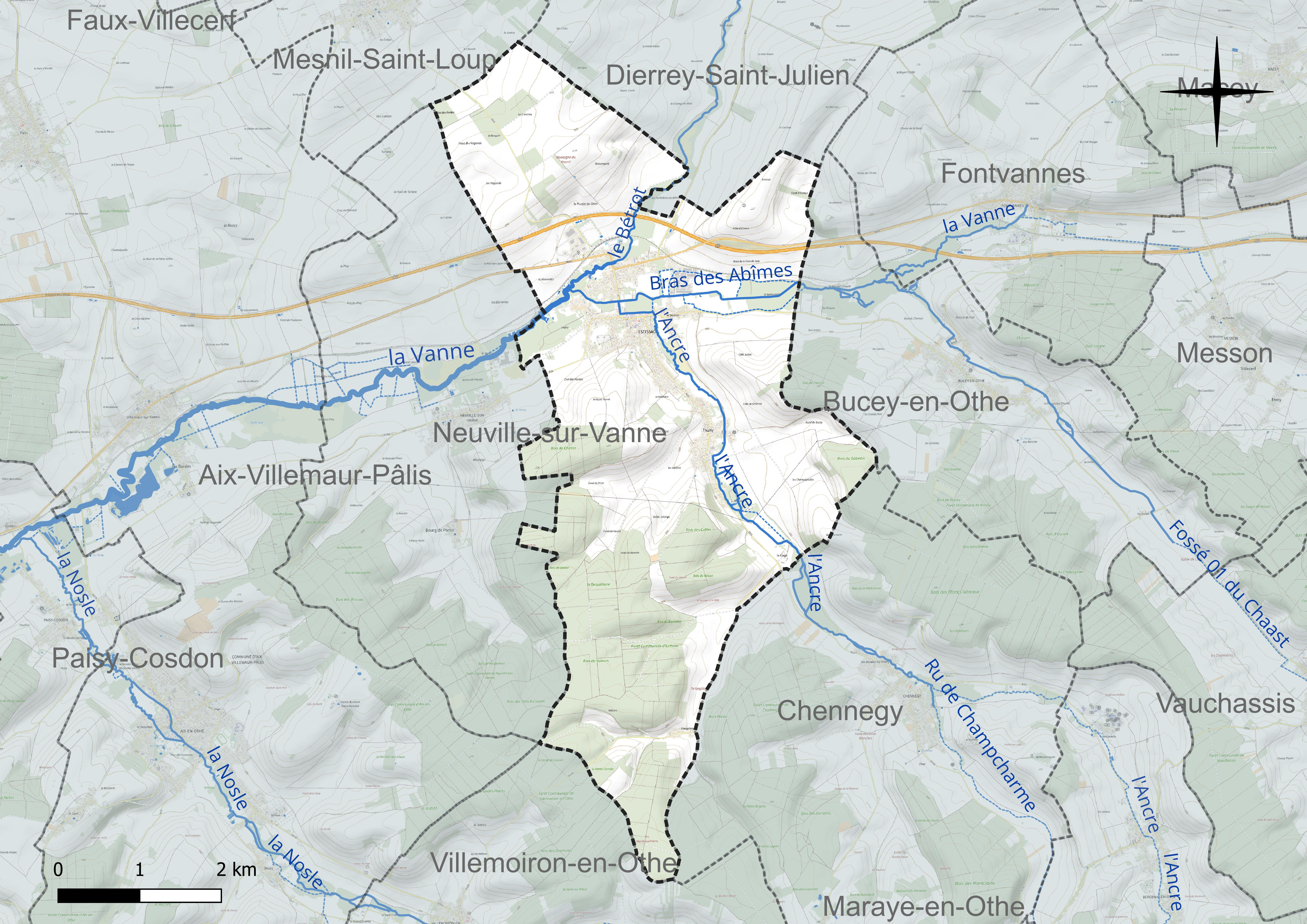
Réseau hydrographique d'Estissac.

L'Ancre, d'une longueur de 16 km, prend sa source dans la commune de Maraye-en-Othe et se jette  dans la Vanne sur la commune, après avoir traversé quatre communes.

### Climat
Pour des articles plus généraux, voir Climat du Grand Est et Climat de l'Aube.
En 2010, le climat de la commune est de type climat océanique dégradé des plaines du Centre et du Nord, selon une étude du Centre national de la recherche scientifique s'appuyant sur une série de données couvrant la période 1971-2000. En 2020, Météo-France publie une typologie des climats de la France métropolitaine dans laquelle la commune est exposée à un climat océanique altéré et est dans la région climatique Nord-est du bassin Parisien, caractérisée par un ensoleillement médiocre, une pluviométrie moyenne régulièrement répartie au cours de l’année et un hiver froid (3 °C).
Pour la période 1971-2000, la température annuelle moyenne est de 10,5 °C, avec une amplitude thermique annuelle de 15,7 °C. Le cumul annuel moyen de précipitations est de 719 mm, avec 12,1 jours de précipitations en janvier et 7,6 jours en juillet. Pour la période 1991-2020, la température moyenne annuelle observée sur la station météorologique de Météo-France la plus proche, « Saint-Mards », sur la commune de Saint-Mards-en-Othe à 11 km à vol d'oiseau, est de 11,1 °C et le cumul annuel moyen de précipitations est de 759,6 mm. 
La température maximale relevée sur cette station est de 41,2 °C, atteinte le 25 juillet 2019 ; la température minimale est de −21,3 °C, atteinte le 2 janvier 1997,,.
Les paramètres climatiques de la commune ont été estimés pour le milieu du siècle (2041-2070) selon différents scénarios d'émission de gaz à effet de serre à partir des nouvelles projections climatiques de référence DRIAS-2020. Ils sont consultables sur un site dédié publié par Météo-France en novembre 2022.

## Urbanisme

### Typologie
Au 1er janvier 2024, Estissac est catégorisée bourg rural, selon la nouvelle grille communale de densité à 7 niveaux définie par l'Insee en 2022.
Elle est située hors unité urbaine. Par ailleurs la commune fait partie de l'aire d'attraction de Troyes, dont elle est une commune de la couronne,. Cette aire, qui regroupe 209 communes, est catégorisée dans les aires de 200 000 à moins de 700 000 habitants,.

### Occupation des sols
L'occupation des sols de la commune, telle qu'elle ressort de la base de données européenne d’occupation biophysique des sols Corine Land Cover (CLC), est marquée par l'importance des territoires agricoles (60,3 % en 2018), en diminution par rapport à 1990 (61,8 %). La répartition détaillée en 2018 est la suivante : terres arables (57,5 %), forêts (33,1 %), zones urbanisées (6,6 %), zones agricoles hétérogènes (2,8 %). L'évolution de l’occupation des sols de la commune et de ses infrastructures peut être observée sur les différentes représentations cartographiques du territoire : la carte de Cassini (XVIIIe siècle), la carte d'état-major (1820-1866) et les cartes ou photos aériennes de l'IGN pour la période actuelle (1950 à aujourd'hui).

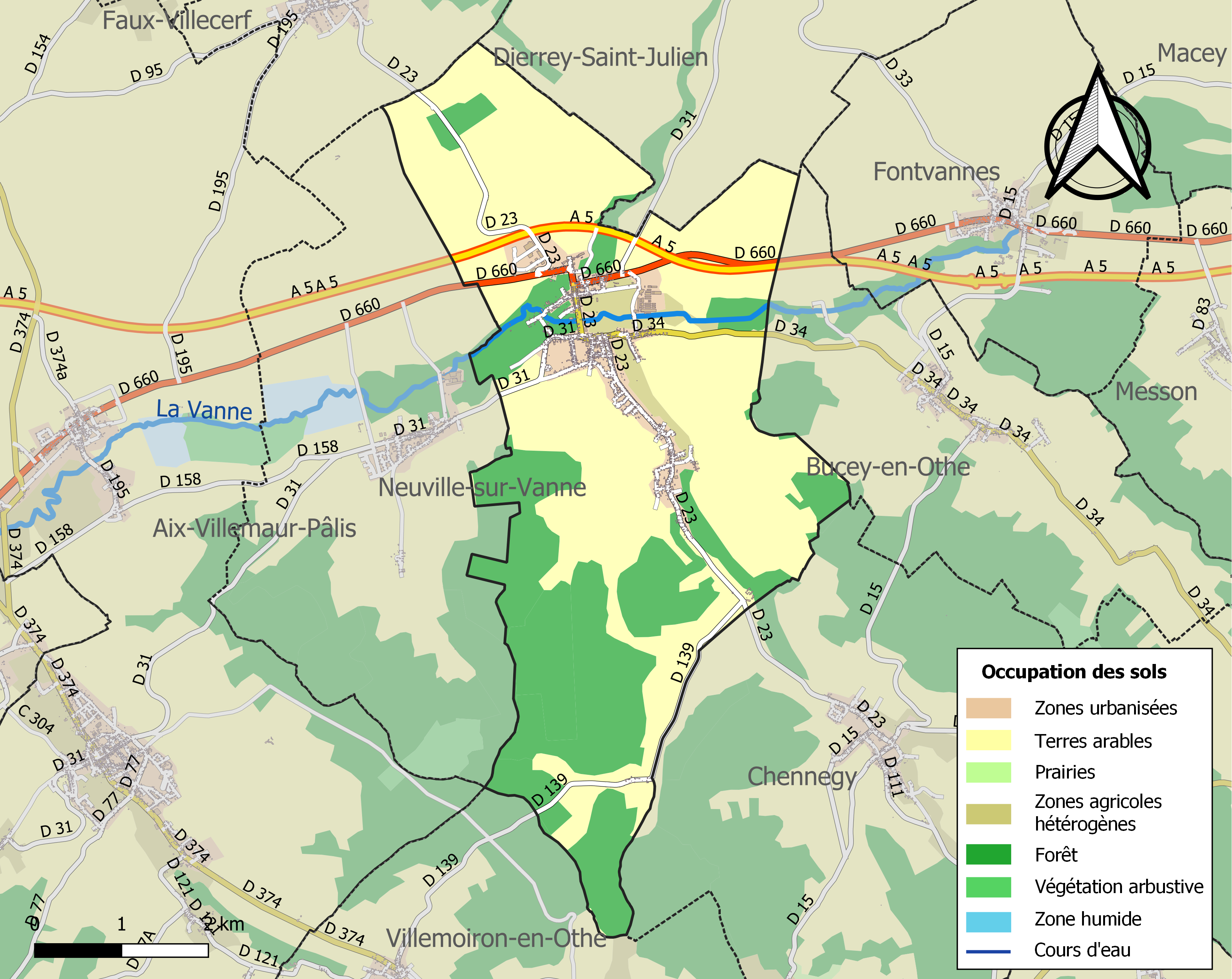
Carte des infrastructures et de l'occupation des sols de la commune en 2018 (CLC).

## Toponymie
La plus ancienne mention remonte à 1182, Sanctus Lebaudus du cartulaire de la léproserie de Troyes.
On trouve successivement : Sanctus Lebaudus (1189) ; Sanctus Leobaudus (1203 ; Sanctus Liebaudus (1222) ; Sanctus Leobaldus (1225) ; Saint Liébault (1328) ; Saint Liébaut (1419) ; Saint Lyébaut (1560). Au XVIIIe siècle la carte de Cassini (sur la feuille de Troyes, établie vers 1758-1760) donne encore le nom de Saint Liébault.
D'après Corrard de Bréban, le nom d'Estissac remonte à Louis François Armand de La Rochefoucault (1695-1783) : sa mère Marie-Henriette d'Alloigny a hérité la seigneurie de son parent Henri-Charles du Cambout, évêque de Metz. Lorsque Louis François Armand épouse sa cousine Marie-Elisabeth de La Rochefoucauld (°1718), il fait ériger la seigneurie de Villemaur-Saint-Liébault en duché héréditaire sous le titre d'Estissac, en 1758. Ce nouveau nom est tiré d'une paroisse du Périgord, près de Bergerac (Saint-Hilaire-d'Estissac ?).
Le 20 brumaire an II (10 novembre 1793), le bourg est officiellement renommé « Val libre ». Mais les habitants préfèrent l'appeler « Liébault sur Vanne » ; et le nom d'Estissac revient après la révolution.
La carte d'état-major du XIXe siècle (1820-1866) donne les deux noms, Saint-Liébault et Estissac.
Au cadastre de 1840 : Beauregard, Belle-Epine, Berquins, Béto, Boutoir, Briquerie, Buisson-à-Bête, Champignolles, Chaumes, Chêne-Fourche, Chalot, Croc-d'Airveaux, Chicherey, Creney, Crêtes, Crotte, Ervaux (Airvaux?), la Forge, Gatenet, Grand-Chemin, Maisons-Sevestre, Maladière, Moulin-Marque et Neuf, Montrauchiens, Ordon, Papeterie du bas et celle du haut, Vente-Cornée.

## Histoire

### Antiquité
En 1991, une fouille d'archéologie préventive effectuée avant construction de l'autoroute A5 révèle, sur la côte d'Ervaux, une nécropole celtique circulaire de quarante mètres de diamètre, aux fossés taillés dans la craie. Le monument comporte plusieurs sépultures, dont une tombe datant des environs de 450 av. J.-C.. Dans cette dernière, plusieurs objets ont été révélés par la fouille ; des perles d'ambre de la Baltique, un char à deux roues datant de la tène ancienne, deux cistes du hallstatt final, et un chaudron du hallstatt ancien (ce dernier a donc servi plus d'une centaine d'années avant d'être enfoui). Les cendres de quatre personnes ont été trouvées dans ces récipients ainsi que sur le sol.

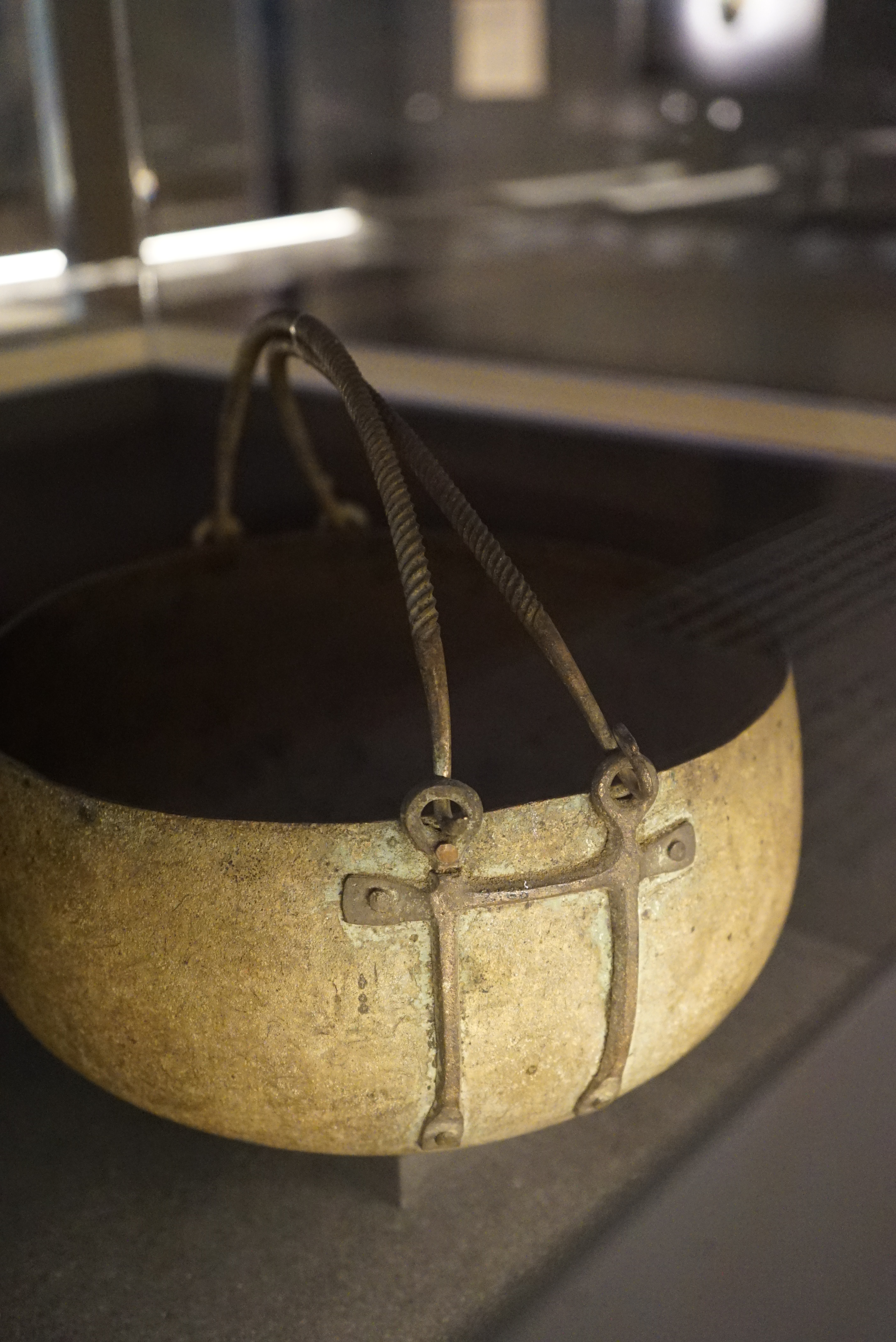
Chaudron originaire d'Istrie-Slovénie, enfoui dans la tombe à char d'Estissac[22].
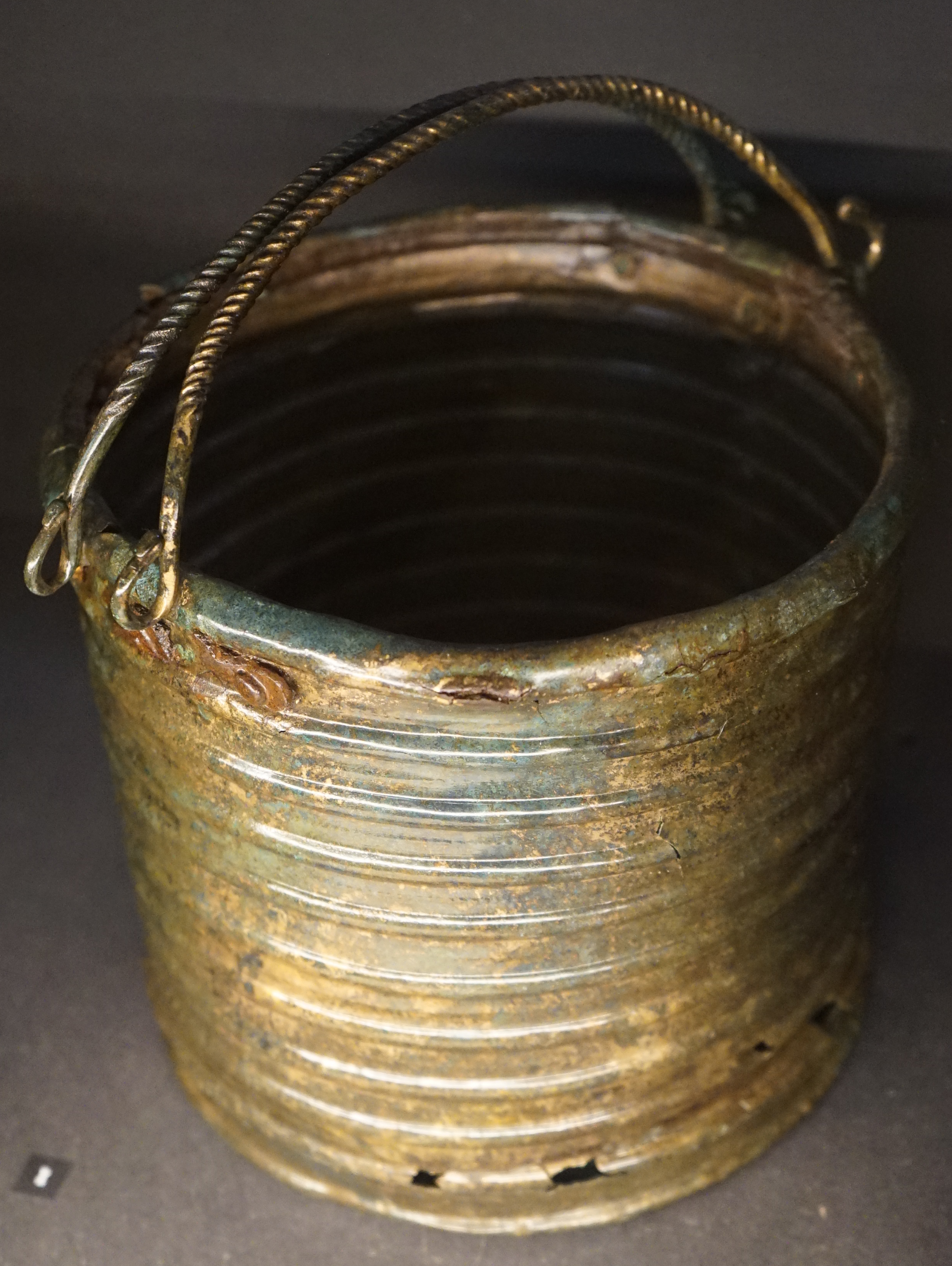
L'une des cistes de la tombe à char[22].

Cette tombe à char est inhabituelle dans la région. Avec celle de Bouranton, c'est l'une des premières que l'on découvre, à comporter des cendres, et non un corps inhumé. De plus, les tombes de ce type sont habituellement prévues pour un individu seul. Elle fait partie d'un ensemble de sépultures aristocratiques localisées à environ 20 km les unes des autres dans la vallée de la Vanne (Les autres ayant été trouvées à Saint-Martin-du-Tertre, Molinons, Barberay-Saint-Sulpice, Creney et Bouranton).
Au finage d'Estissac passait l'ancienne voie romaine de Troyes à Sens.

### Époques moderne et contemporaine
Nicolas de Fontenay († 1396 ; fils de Nicolas seigneur de Pars-lès-Chavanges ; bailli de Troyes, général des Aides et trésorier de France, lié au duc de Bourgogne) est seigneur de Saint-Liébault (ancien nom d'Estissac) et maître de forges en forêt d'Othe dans la deuxième moitié du XIVe siècle. Sa fille Marguerite transmet Saint-Liébault à son mari Jean de Courcelles. Cette famille du Vexin normand garde Saint-Liébault jusqu'au milieu du XVIe siècle.
En 1564, Saint-Liébault fait partie du grand tour de France de Charles IX sur l'initiative de Catherine de Médicis. Le jeune roi y soupe le 21 mars.
En 1615, Jacques Vignier († 1631) baron de Jully-le-Châtel et des Riceys, achète Villemaur et Saint-Liébault où il construit le château. Son fils Claude Vignier est président à mortier au Parlement de Metz, intendant de Châlons, seigneur de Tanlay ; il épouse en 1635 Catherine Chabot († 1662), arrière-petite-fille de l'amiral Chabot. Il embellit de jardins le château de Saint-Liébault ; mais, endetté, il doit finalement vendre en 1647 au chancelier Pierre Séguier.
Séguier l'intègre à son duché de Villemor. Sa fille Marie-Madeleine Séguier épouse Guy de Laval-Bois-Dauphin. Ils ont entre autres enfants Madeleine de Bois-Dauphin, qui reçoit Estissac et s'unit : 1° à la famille du Cambout de Coislin ; puis 2° aux Laval-Bois-Dauphin. Sa fille Madeleine de Bois-Dauphin, issue de son deuxième mariage, reçoit Saint-Liébault et Villemaur. Elle épouse le maréchal Henri-Louis d'Aloigny et ils ont pour fille Marie-Henriette d'Aloigny de Rochefort, qui reçoit Saint-Liébault en 1732 et épouse 1° en 1676 son cousin germain Louis-Fauste de Brichanteau (Postérité), puis 2° en 1691 Charles de La Rochefoucauld de Blanzac (issu des comtes de Roye et de Roucy ; Postérité),. En 1758, leur fils Louis-François-Armand de La Rochefoucauld (1695-1783 ; père du duc François XII) hérite de cette terre. C'est à lui que la commune doit son nom actuel : il fait ériger la seigneurie, avec Villemaur, en duché héréditaire sous le nom d'Estissac, d'après une baronnie du Périgord au nord de Bergerac et à l'est de Mussidan (dont Saint-Jean, Saint-Hilaire, Saint-Séverin), venue aux La Rochefoucauld par un mariage avec une Madaillan d'Estissac (voir les articles « Louis de Madaillan d'Estissac » et « Famille de Madaillan de Lesparre »).

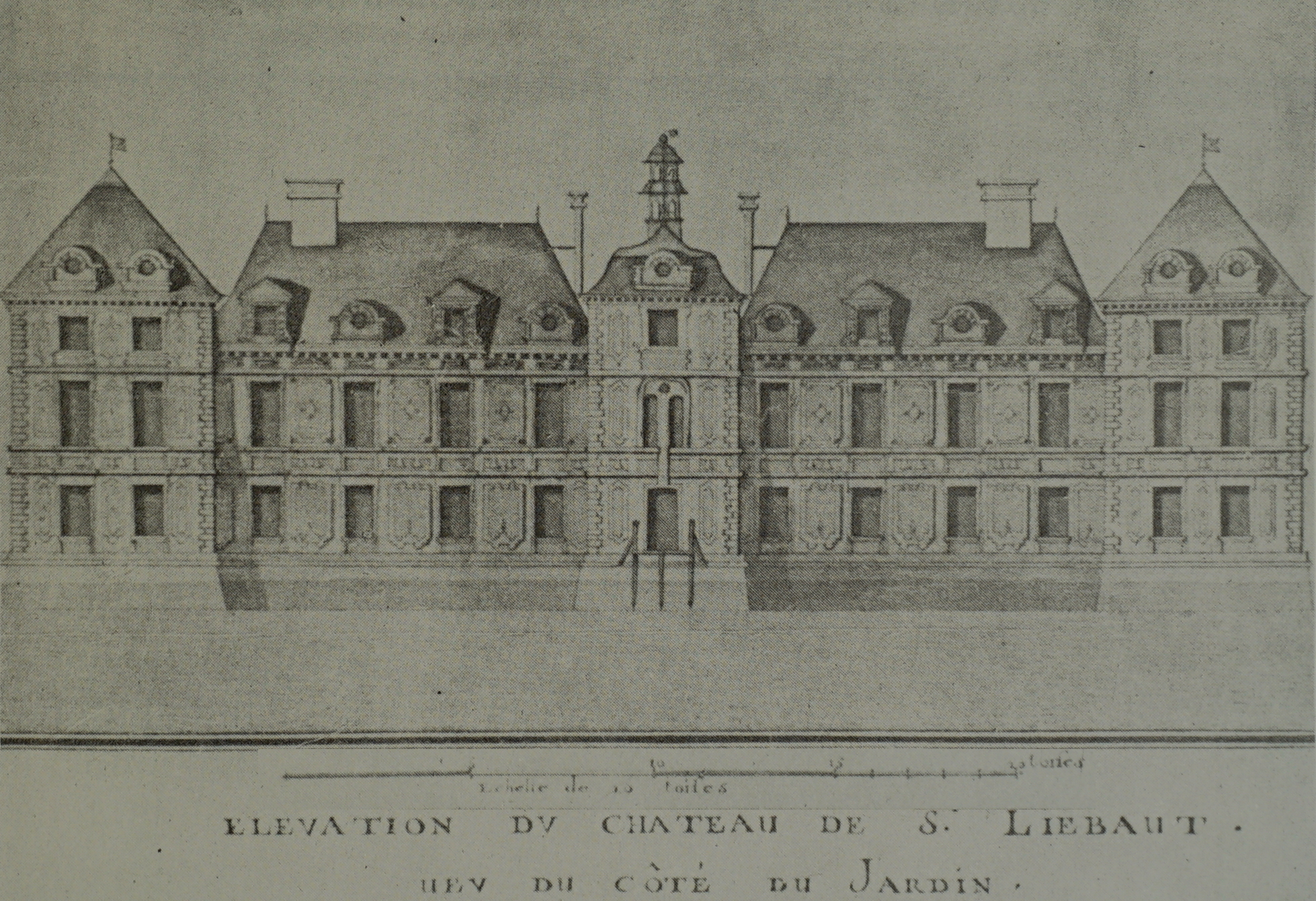
Dessin de la façade du château de Saint-Liébaud

Le château est reconstruit à la fin XVe siècle, sur l'emplacement d'un ancien château fort. Il est complètement détruit en 1793. Parmi son mobilier, on peut noter : un tableau du chancelier Séguier par Lebrun, un portrait du cardinal Coislin par Largillière, un portrait du maréchal de Nangis par Rigaud et deux portraits de La Rochefoucault, l'un en abbé et l'autre en cardinal est qui se trouvait à Rome. Une description en est faite par le procureur fiscal Jean Chobert, en 1630. Au premier étage, après l'escalier d'honneur se trouvait une chambre aux tableaux et à côté la chapelle. Une autre était à fleur de lys et l'autre représentait la vie de Marie Stuart sur les murs. Au second étage se trouvait une pièce au trésor et une autre où se logeait le mécanisme de l'horlogerie du pavillon.
Une plaque de marbre noir apposée sur l'église d'Estissac rappelle le combat héroïque de Jean Verger sur la louve de Villadin en 1774,
En 1789, le village était de l'intendance et de la généralité de Châlons, de l'élection et du bailliage de Troyes. Au cours de la Révolution française, la commune porta provisoirement les noms de Lyébault-sur-Vanne et de Val-Libre.
Une communauté protestante relativement nombreuse a existé à Estissac et dans ses environs, sous l'Ancien Régime et au XIXe siècle. La commune d'Estissac était d'ailleurs dotée d'un temple protestant au XIXe siècle.
Pour plus de détails sur l’histoire d’Estissac, voir plus bas via la rubrique liens externes : la Notice sur Estissac et Thuisy.

## Économie
Foires : elles furent autorisées par lettres patentes en 1666 et avaient lieu chaque vendredi et le lundi après la purification et le jour suivant, 26 avril, ainsi que le mardi après la Notre-Dame de septembre.

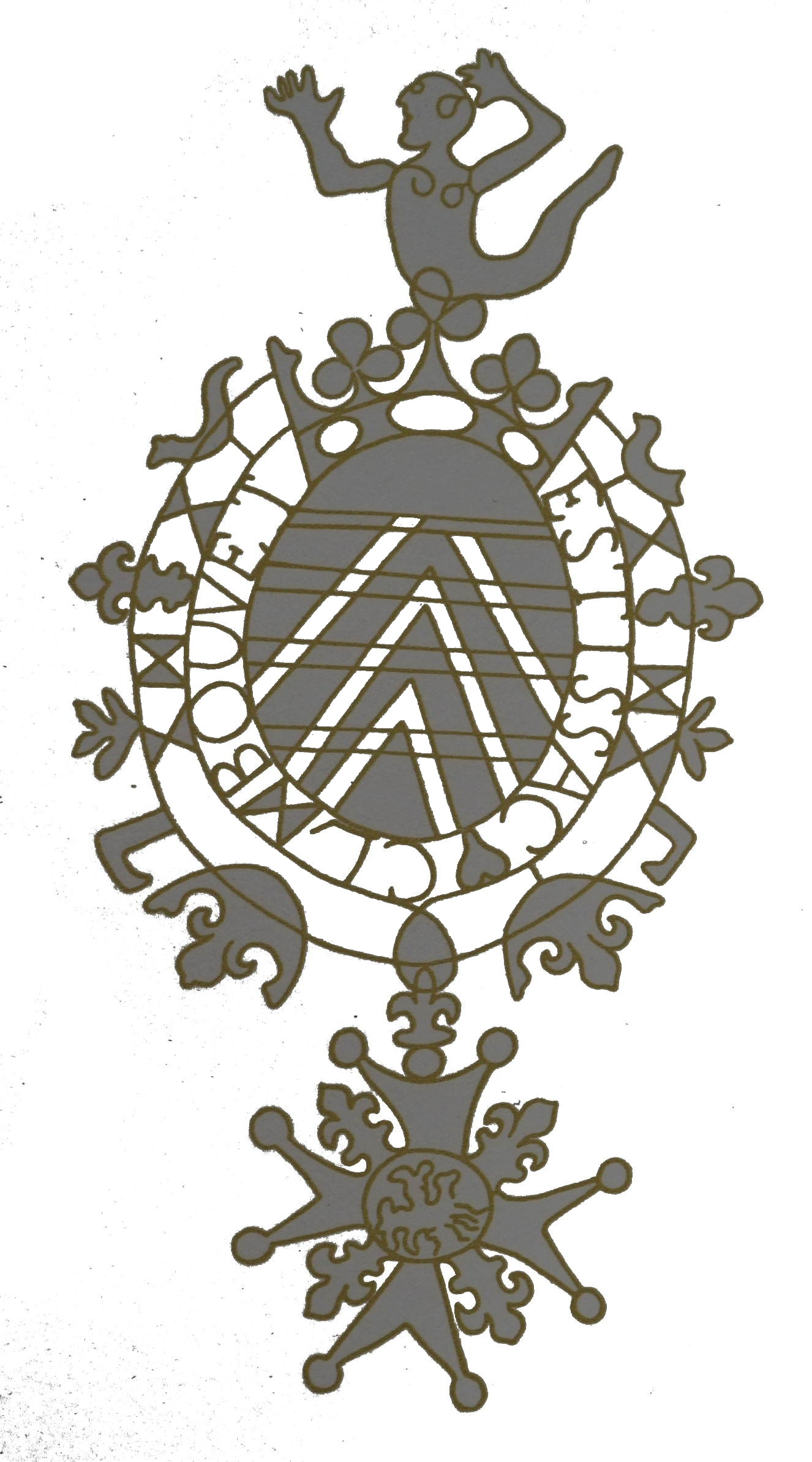
Filigrane aux armes du propriétaire du moulin par le locataire Bouvay

Une industrie papetière existait au XVIIIe siècle :
- Louis Bouvay obtenait en 1767 l'autorisation du seigneur d'installer sa fabrique sur la Vanne, le sieur Bouvay était libraire à Troyes à l'enseigne Au Temple du Goust[34]. La papeterie et les dépendances sont décrites dans la publicité pour sa vente que fit Adrien André, beau-frère du précédent dans Les annonces, affiches et avis de Troyes le 13 novembre 1782 page 179.
- Le moulin du bas : exista de 1814 à 1867 sur l'emplacement d'un ancien moulin à blé, il se convertit ensuite comme scierie puis bonneterie avant de revenir à sa fonction première.

Il y eut aussi un fondeur de cloches en 1747.
Il y a eu des activités de bonneterie à Estissac de 1754, période où les premiers métiers dits « Français » sont apparus, et ceux jusqu’à 1995. Ils restent de nombreuses traces de ces activités à Estissac (ateliers divers, usine des établissements Bruley frères de la rue Gambetta).

## Politique et administration
Estissac devint, en 1774, le siège du grenier à sel de Villemaur.

## Démographie
L'évolution du nombre d'habitants est connue à travers les recensements de la population effectués dans la commune depuis 1793. Pour les communes de moins de 10 000 habitants, une enquête de recensement portant sur toute la population est réalisée tous les cinq ans, les populations de référence des années intermédiaires étant quant à elles estimées par interpolation ou extrapolation. Pour la commune, le premier recensement exhaustif entrant dans le cadre du nouveau dispositif a été réalisé en 2008.

En 2022, la commune comptait 1 797 habitants, en évolution de −3,9 % par rapport à 2016 (Aube : +0,7 %, France hors Mayotte : +2,11 %).
| 1793  | 1800  | 1806  | 1821  | 1831  | 1836  | 1841  | 1846  | 1851  |
| ----- | ----- | ----- | ----- | ----- | ----- | ----- | ----- | ----- |
| 1 098 | 1 124 | 1 228 | 1 288 | 1 537 | 1 568 | 1 629 | 1 663 | 1 738 |

| 1856  | 1861  | 1866  | 1872  | 1876  | 1881  | 1886  | 1891  | 1896  |
| ----- | ----- | ----- | ----- | ----- | ----- | ----- | ----- | ----- |
| 1 804 | 1 909 | 1 897 | 1 893 | 1 848 | 1 965 | 1 995 | 1 991 | 1 983 |

| 1901  | 1906  | 1911  | 1921  | 1926  | 1931  | 1936  | 1946  | 1954  |
| ----- | ----- | ----- | ----- | ----- | ----- | ----- | ----- | ----- |
| 1 969 | 1 959 | 1 905 | 1 812 | 1 813 | 1 794 | 1 789 | 1 659 | 1 651 |

| 1962  | 1968  | 1975  | 1982  | 1990  | 1999  | 2006  | 2008  | 2013  |
| ----- | ----- | ----- | ----- | ----- | ----- | ----- | ----- | ----- |
| 1 685 | 1 740 | 1 761 | 1 757 | 1 611 | 1 724 | 1 783 | 1 796 | 1 902 |

| 2018  | 2022  | - | - | - | - | - | - | - |
| ----- | ----- | - | - | - | - | - | - | - |
| 1 840 | 1 797 | - | - | - | - | - | - | - |

## Culture locale et patrimoine

### Lieux et monuments
- L'église Saint-Liébault est du XIIIe siècle, agrandie pendant les XVe, XVIe et XVIIe siècles. Elle possède un autel du XVIIIe siècle[40] surplombé d'un tableau représentant Saint Loup et Attila. Un autel en marbre polychrome qui provient de la collégiale Saint-Étienne de Troyes[41].
- L'église Saint-Loup de Thuisy ayant des verrières classées[42].
- La Halle, XVIIe siècle où se trouvait le pressoir banal et qui servit de lieu de marché aux grains.
- Le Moulin (fin du XVIIIe siècle), rénové en 1990, fut construit comme annexe de la papeterie qui fut une industrie importante en 1773. Il fait actuellement partie de la pisciculture du village.
- Le château de Saint-Liébault.

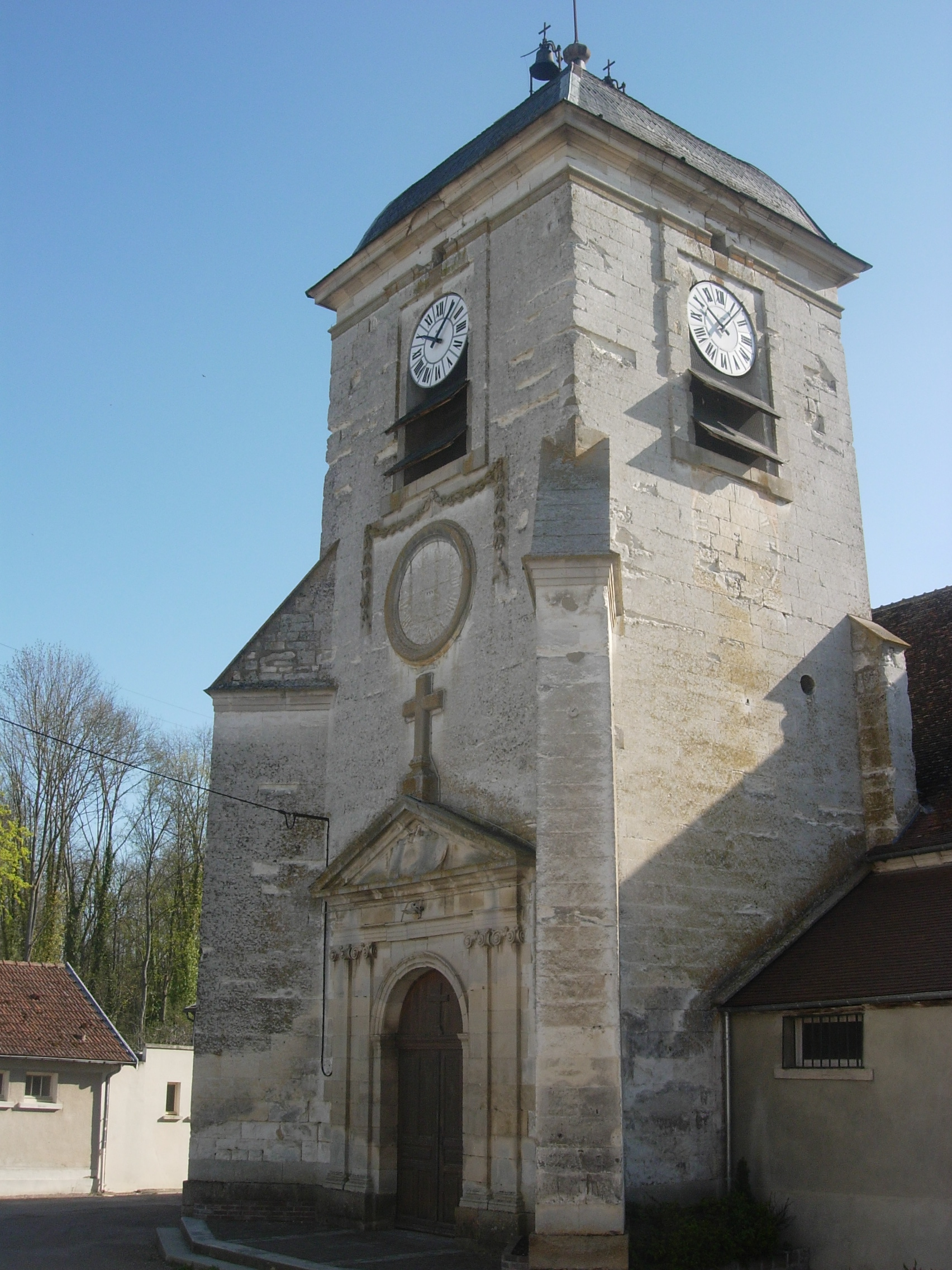
vues de l'église
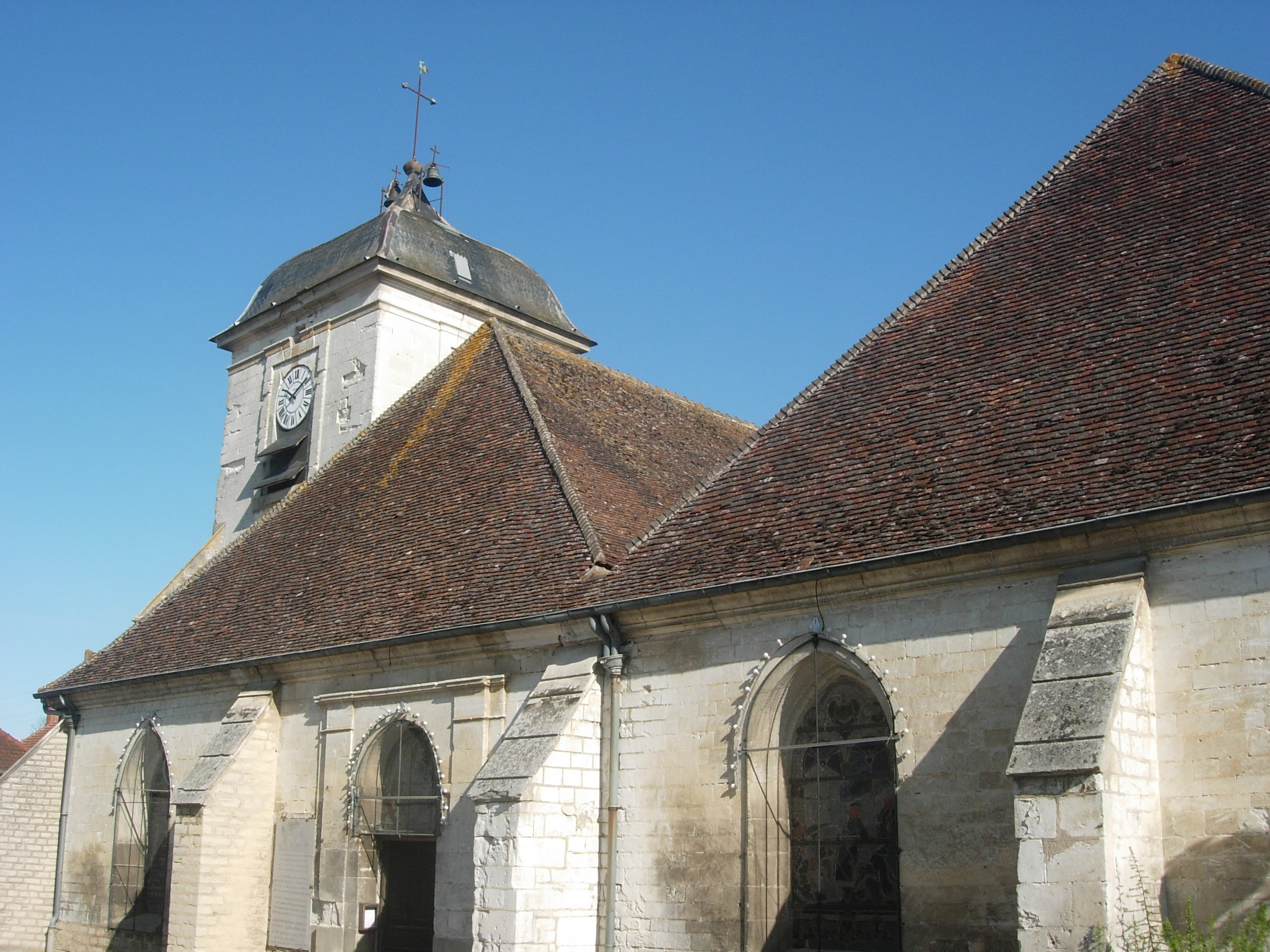
Saint-Liébault d'Estissac.
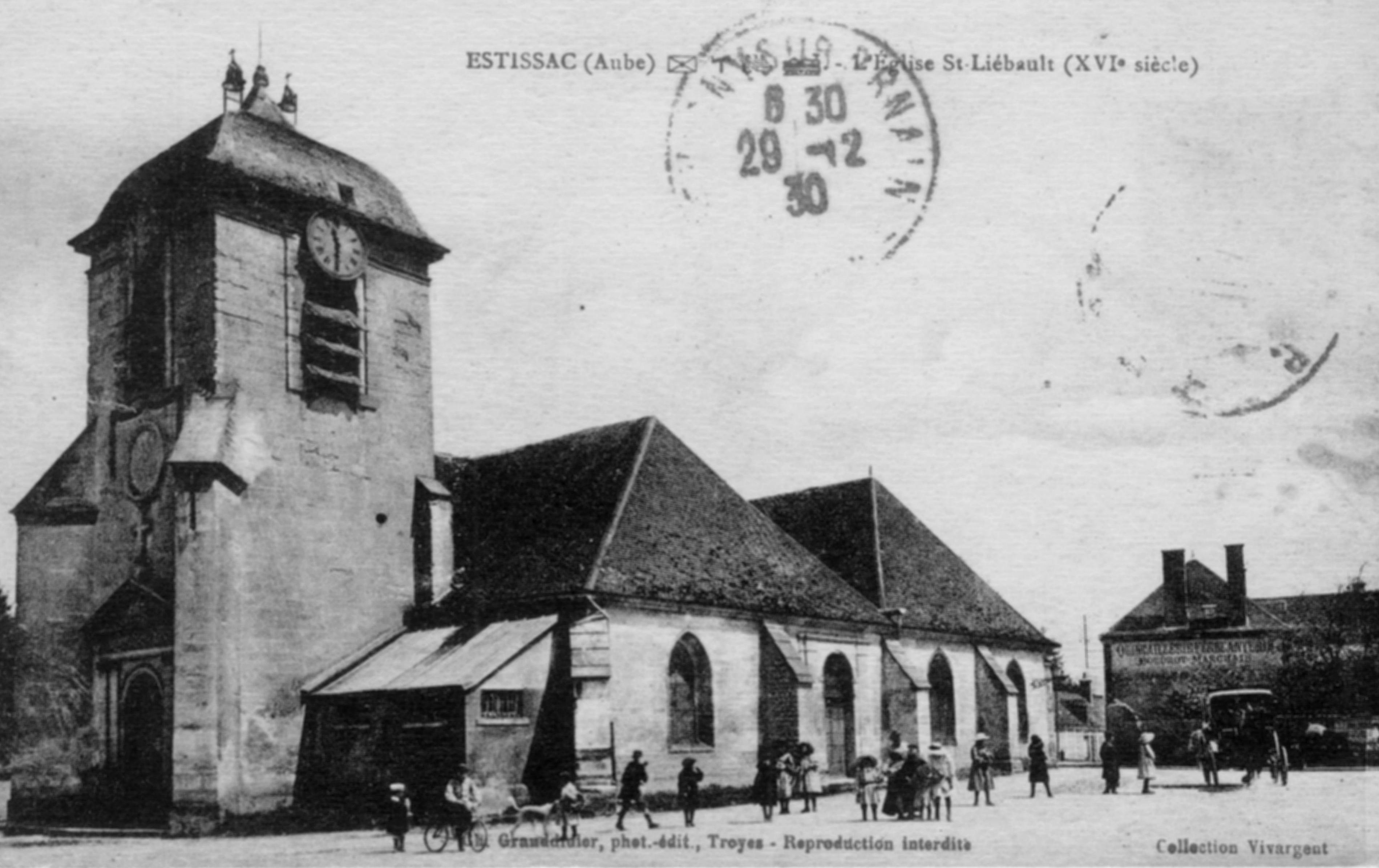
et sur Carte postale ancienne (Granddidier, phot.-édit., Troyes. Collection Vivargent).
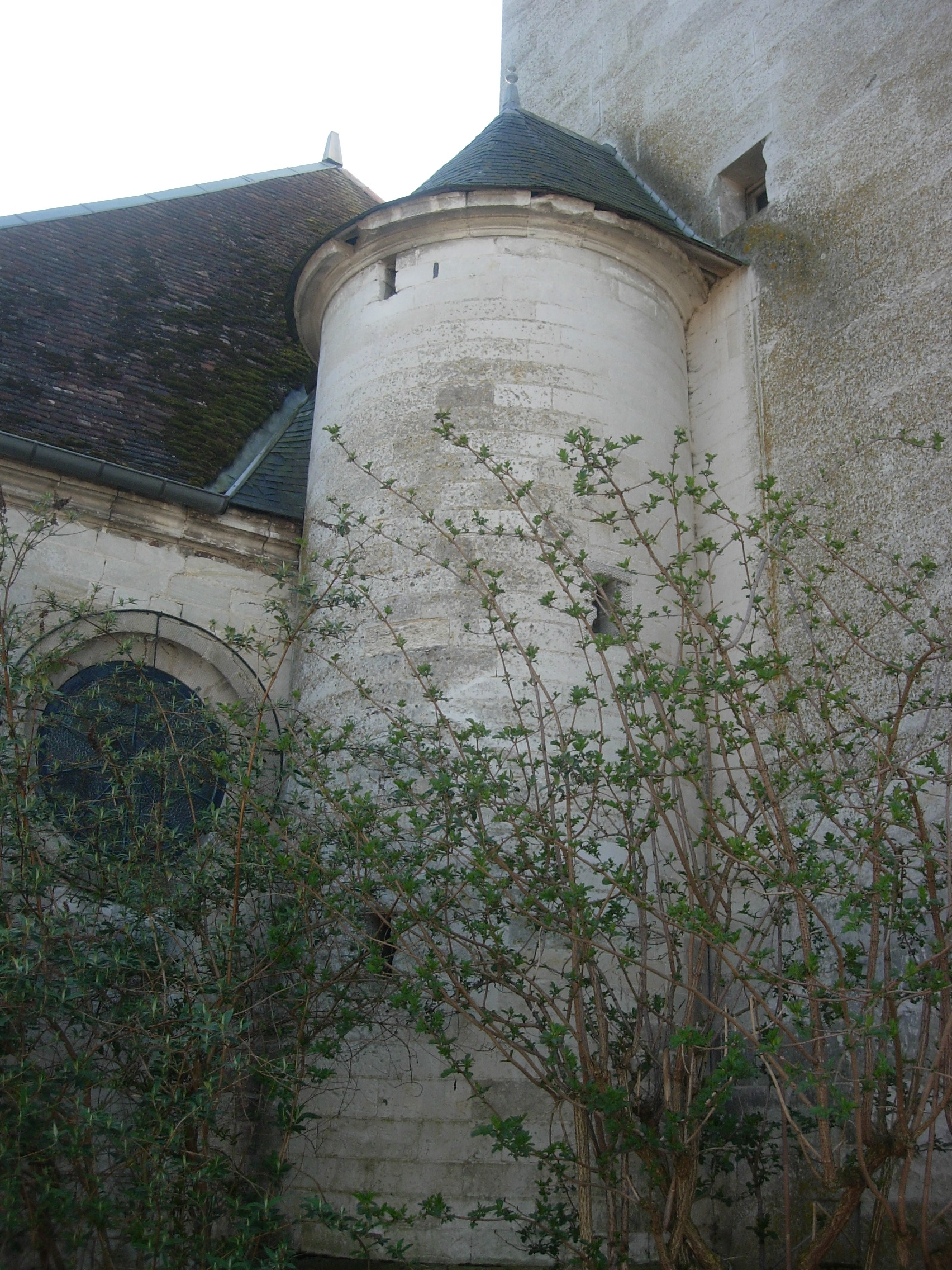
L'église d'Estissac
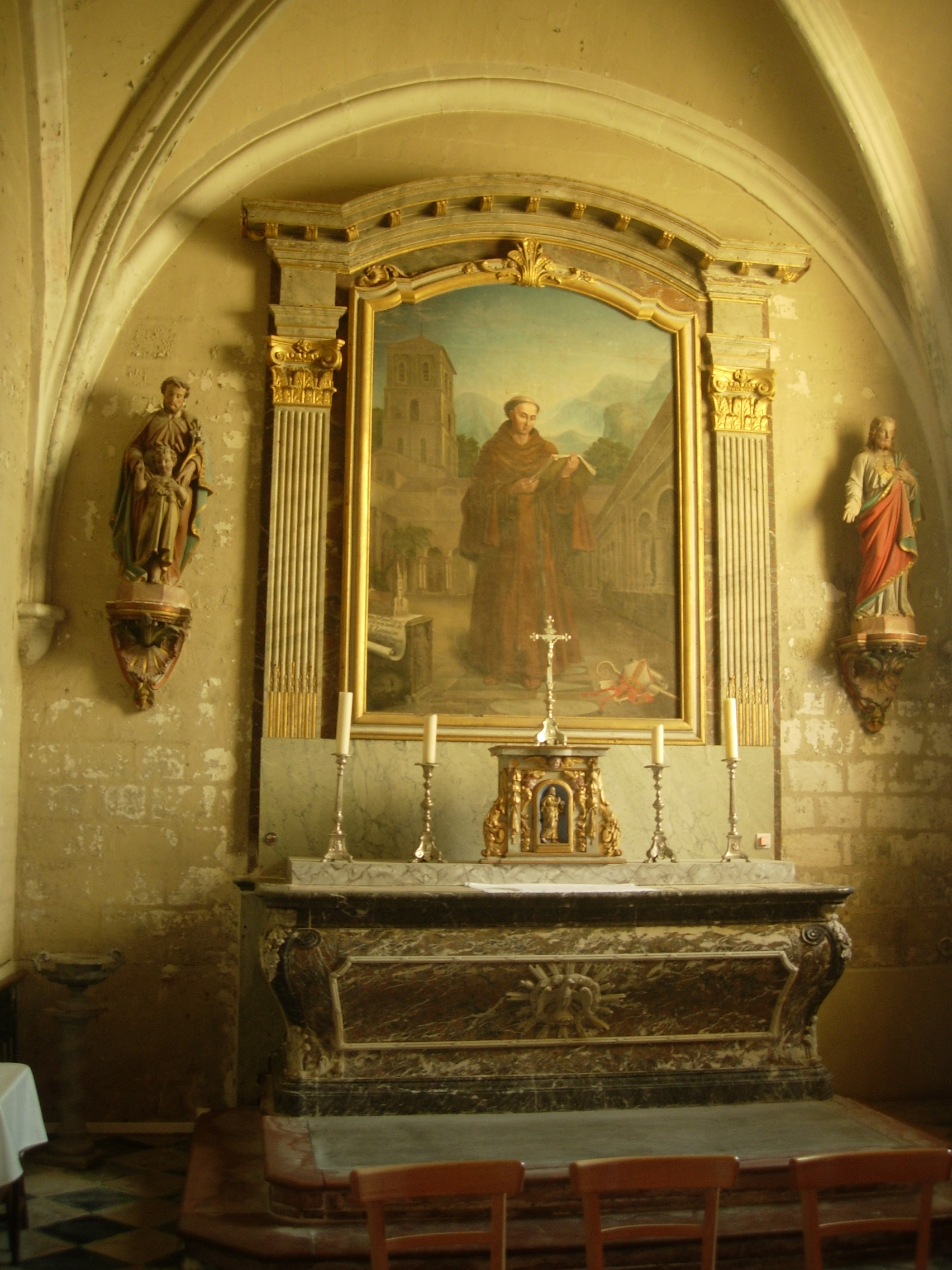
Intérieur de l'église
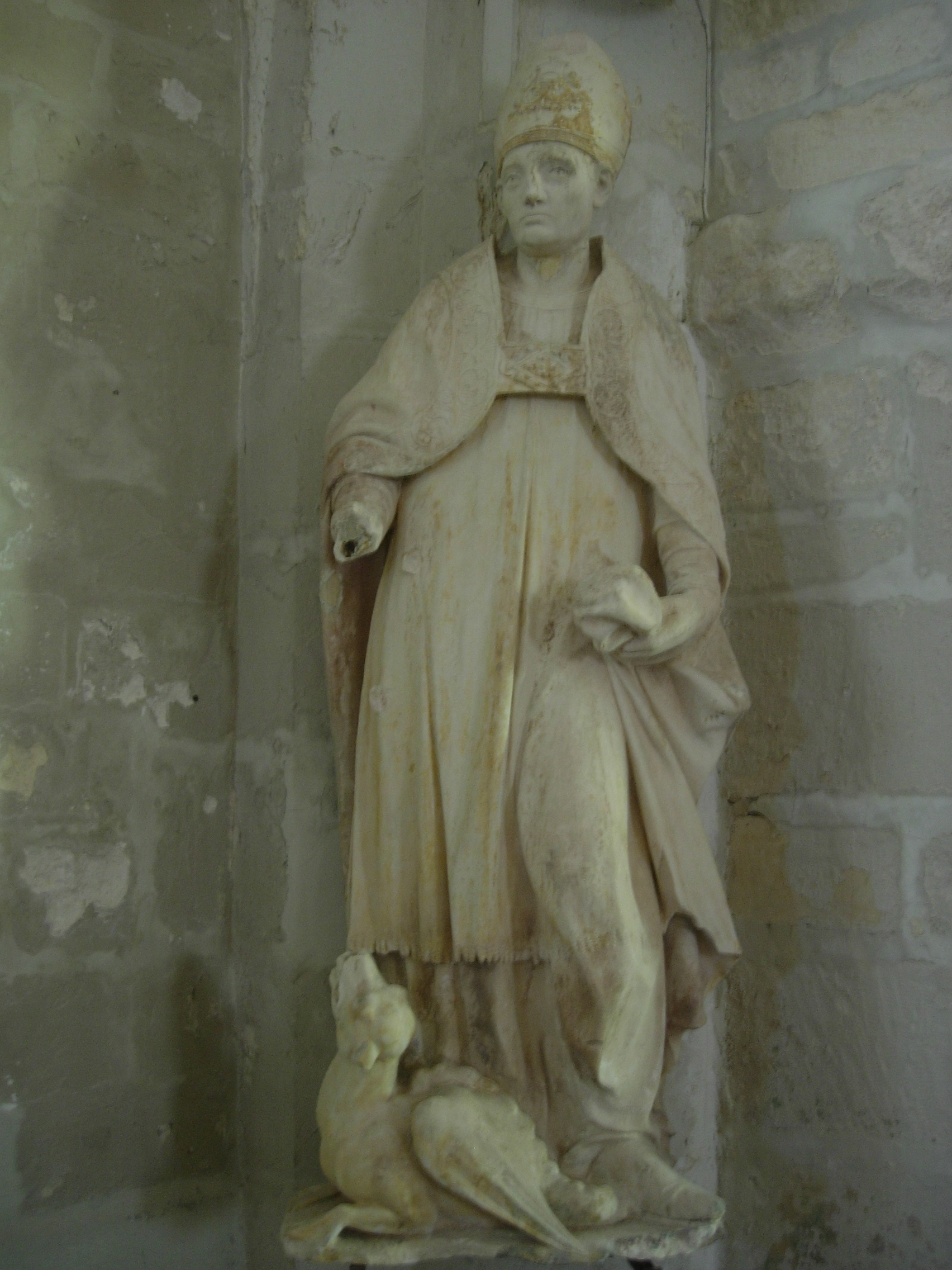
Intérieur de l'église : Saint Loup écrasant la chair salée XVIe siècle

### Personnalités liées à la commune
- François XII-Alexandre-Frédéric, duc de Liancourt puis duc de La Rochefoucauld, (1747-1827)
- Pierre Séguier, ministre de Louis XIII, seigneur de Villemaur et d'Estissac
- Les ducs d'Estissac
- Jacques GILLARDIN (1928-2013) Ingénieur métallurgiste et chef de service de la Chambre de Commerce et d4industrie de Troyes.

### Héraldique
|  | Les armes de la ville se blasonnent ainsi : Parti : au 1er fascé d’argent et d’azur de dix pièces, aux trois chevrons brochant de gueules, le premier écimé, au 2e d’or semé de trèfles de sable au lion de gueules brochant, au chef chargé d’une bande d’argent accostée de deux cotices potencées et contre-potencées d’or et de deux abeilles volant du même. |